# Biotelemetrie
Biotelemetrie (též medicínská telemetrie) zahrnuje využívání telemetrie v biologii, medicíně a dalších oblastech zdravotní péče k monitorování na dálku různých životních funkcí sledovaných osob, obvykle pacientů.

## Aplikace
Běžné je sledování osob pomocí internetu nebo mobilních komunikačních systémů, např.:
- sledování srdeční činnosti (telekardiologie),
- hodnoty krevního cukru (diabetici),
- pacientky v nemocnici (monitorování plodu),
- atp.

## Komponenty biotelemetrických systémů
Typické komponenty jsou:
- senzory pro monitorovanou funkci,
- vysílací zařízení s baterií, které nosí pacient,
- anténa a přijímač,
- zobrazovací jednotka (displej), který umožňuje sledovat více pacientů.

## Historie
Jedno z prvních využití biotelemetrických systémů bylo sledování zvířecích i lidských pasažérů na kosmických družicích.
Takové sledování pokračuje v dalších kosmických programech.

## Aktuální trendy
Pásmo radiofrekvencí je poněkud přeplněno. Pro biotelemetrii lze používat mj. pásma společná pro zařízení Bluetooth a IEEE 802.11.

## ČSN EN 80000-14
Dokument zahrnuje veličiny a jednotky pro fyziologické nebo biologické charakteristiky nebo
charakteristiky chování, které mohou poskytnout vstup nebo výstup k biotelemetrické identifikaci nebo ověření
systémů (systémy rozeznávání), včetně všech známých detekcí nebo bezpečnostních prahů.
Zahrnuje také veličiny a jednotky týkající se jevů vyvolaných na osobách použitím biotelemetrických zařízení